# Виолета Донева
Виолета Кирилова Донева е българска актриса и преводачка на пиеси.

## Биография

### Произход и образование
Родена е в град Петрич на 7 септември 1941 или 1943 г. Внучка е на юриста и политик Стефан Стефанов. Баща ѝ, капитан Павел Джингаров, е разстрелян през 1945 година след присъда от Народния съд. Доведеният ѝ баща е актьорът Кирил Донев.
Донева завършва ВИТИЗ „Кръстьо Сарафов“ през 1966 г. със специалност актьорско майсторство и Телевизионна журналистика – СУ „Климент Охридски“ – факултет по журналистика.

### Кариера
Работи във Военния театър (1967 – 1993), общински театър „Възраждане“ (1994 – 2006) и Театър 199. Директор е на театър „Възраждане“ (2008 – 2010).
Член е на Съюза на българските филмови дейци от 1973 г. През 80-те и 90-те години на 20. век Донева участва в дублажите на филми и сериали за Канал 1 и Мулти Видео Център.
Води ежеседмична рубрика във вестник „Стандарт“. Превежда пиесите „Жената от морето“ на Хенрик Ибсен, „Любовни писма“ на Албърт Гърни, „Някой зад вратата“ на Едвард Радзински.

### Личен живот
Има син от брака си с режисьора Людмил Стайков. Двамата разтрогват брака си.
По-късно се омъжва за баскетболиста Атанас Грънчаров, с когото се познават от деца.

### Смърт
На 26 октомври 2022 г. онлайн издания разпространяват непотвърдена информация, че 79-годишната Виолета Донева е намерена мъртва в дома си. БНР съобщава новината сутринта на 27 октомври 2022 г., позовавайки се на информация, получена от Столичната дирекция на вътрешните работи.
Тялото на актрисата е било открито след подаден сигнал на 22 октомври 2022 г., няколко дни преди официално разгласяване на новината. Към момента на оповестяването ѝ причините за смъртта на Донева не се съобщават.
На 27 октомври 2022 г. в репортаж на Нова телевизия около 14 часа се съобщава, че по тялото на актрисата има следи от насилие, позовавайки се на източници от разследването. Започнато е досъдебно производство за убийство.
За убийството е обвинена внучката ѝ Ивет Стайкова. По време на делото става ясно, че Ивет систематично е злоупотребявала с наркотични вещества от 11-годишна, което е довело до появата на психоза, халюцинации и други психични проблеми.
На 7 декември 2024 г. в клип на Станислав Цанов, внучката ѝ Ивет Стайкова споделя, че когато е била убита баба ѝ Виолета Донева, тя е била в болницата след падане от 4-я етаж на строеж до пл. Маледония, заради което следващите месеци трудно е ходила където и да е.

## Награди и отличия
Индивидуални
- Заслужил артист (1974).
- Орден „Кирил и Методий“ – II ст.
- Награда за женска роля на театрален преглед (1967).
- Награда на телевизията за женска роля в „Ремю, още ли живееш?“ (1969).
- Награда на ЦК на ДКМС за женска роля на Мария във филма Обич на Фармацевтичен Бизнес Форум (Варна, 1972).
- Награда за женска роля на Мария за филма Обич на МКФ (Москва,  СССР, 1972).
- Специална награда на журито за нейното участие във филма Обич на ФБФ (Варна, 1972).
- Награда на „СИДАЛК“ за женска роля във филма Обич (Париж,  Франция, 1973).
- Статуетката „Свобода“ за женска роля на Люба във филма Допълнение към закона за защита на държавата на Филм Фест (Сопот,  Югославия, 1979).
- Награда за най-добра телевизионна женска роля на Мана от „Блокада“.
- Награда на зрителите за най-добра женска роля в „Смъртта на артиста“.
- Награда на зрителите за най-добра женска роля в „Утрините тук са тихи“.
- Награда на зрителите за най-добра женска роля в „Криминална песен“.
- Награда на зрителите за най-добра женска роля в „Иванов“.
- Национална награда за женска роля за Катерина в постановката „Укротяване на опърничавата“.

Общи
- Голямата награда на фестивала „Златна роза“, ежегодно провеждан във Варна от 1961 г., за филма Допълнение към закона за защита на държавата на ФБИФ (Варна, 1976).
- Наградата на журито за филма „Допълнение към закона за защита на държавата“ на МКФ (Неапол, Италия, 1977).

Като автор
- Първа награда на националния конкурс за оригинална телевизионна драма – за сценария „Добър вечер, драги зрители“.

## Театрални роли
- „Криминална песен“ – Вемена
- „Иванов“ – Сара
- „Първата и последната жена“
- „Шоколад“
- „Магарешката кожа“

## Телевизионен театър
- „Ана Кристи“ (1983) (Юджийн О'Нийл)
- „Разходка в събота вечер“ (1983) (Драгомир Асенов)
- „Още нещо за любовта“ (1983) (Едуард Радзински)
- „Терасата“ (1983) (Любен Лолов)
- „Сбогом на оръжията“ (1980) (Ърнест Хемингуей), 2 части
- „Гешефт“ (1980) (Октав Мирбо)
- „Ако...“ (1979) (Самуил Альошин)
- „Двама на люлката“ (Уилям Гибсън) (1978) – балерината Гитъл
- „Пътуване към щастието“ (Франц Ксевер Крьоц)
- „Градът е под нас“ (1977) (Каталин Бенедес)
- „Годежна вечер“ (1977) (Славчо Трънски)
- „Антонина“ (1977) (Генадий Мамлин)
- „Убийство в библиотеката“ (1975) (Брягинский и Рязанов)
- „Изповедта на един клоун“ (1973) (Хайнрих Бьол)
- „Рози за д-р Шомов“ (1973) (Драгомир Асенов), (Втора реализация)
- „Разпаленият въглен“ (1970) (Лозан Стрелков)
- „Ромео, нима още живееш“ (1968) (Панчо Панчев)

## Филмография
| Година | Филми и сериали                                | Серии | Копродукции     | Роля |
| ------ | ---------------------------------------------- | ----- | --------------- | --- |
| 1982   | „Време за умиране“                             |       |                 | Райна |
| 1982   | „Николо Паганини“                              | 4     | България/СССР   | Тереза Бочардо, майка на Николо |
| 1981   | „Милост за живите“                             |       |                 | |
| 1981   | „Приятели за вечеря“                           |       |                 | Мария Тодорова -Марето, съпругата на Иван |
| 1981   | „Руският консул“                               | 2     |                 | Мария Пулиева |
| 1979   | „Мигове в кибритена кутийка“                   |       |                 | майката на Анета |
| 1978   | „Всеки ден, всяка нощ“                         |       |                 | дъщерята на Станойчева |
| 1976   | „Завръщане от Рим“                             | 5     | България/Италия | д-р Симова |
| 1976   | „Допълнение към Закона за защита на държавата“ |       |                 | Люба |
| 1974   | „Дубльорът“                                    |       |                 | Ирина |
| 1973   | Костелив орех                                  |       |                 | съпругата |
| 1973   | Аероплани                                      |       |                 | майката на Тошко |
| 1972   | „Обич“                                         |       |                 | Мария |
| 1970   | „Сбогом, приятели!“                            |       |                 | учителката по математика |
| 1962   | „Анкета“                                       |       |                 | Лена |
| 1962   | „Двама под небето“                             |       |                 | Таня |
| 1961   | „Стръмната пътека“                             |       |                 | |
| ?      | „Жар морякът“                                  | 4     |                 | участва в ролята на учителката по математика на първокласниците: във втора серия „Лодките“, в трета серия „Часовникът“ и в четвърта серия „Най-невероятното“ |

Автор
- „Последната и първата жена“ – документална драма за Елисавета Багряна.

Озвучава
унгарската актриса Едит Салай и ролята и на Фани във филма „Осъдени души“ (1975).